# آی‌برست

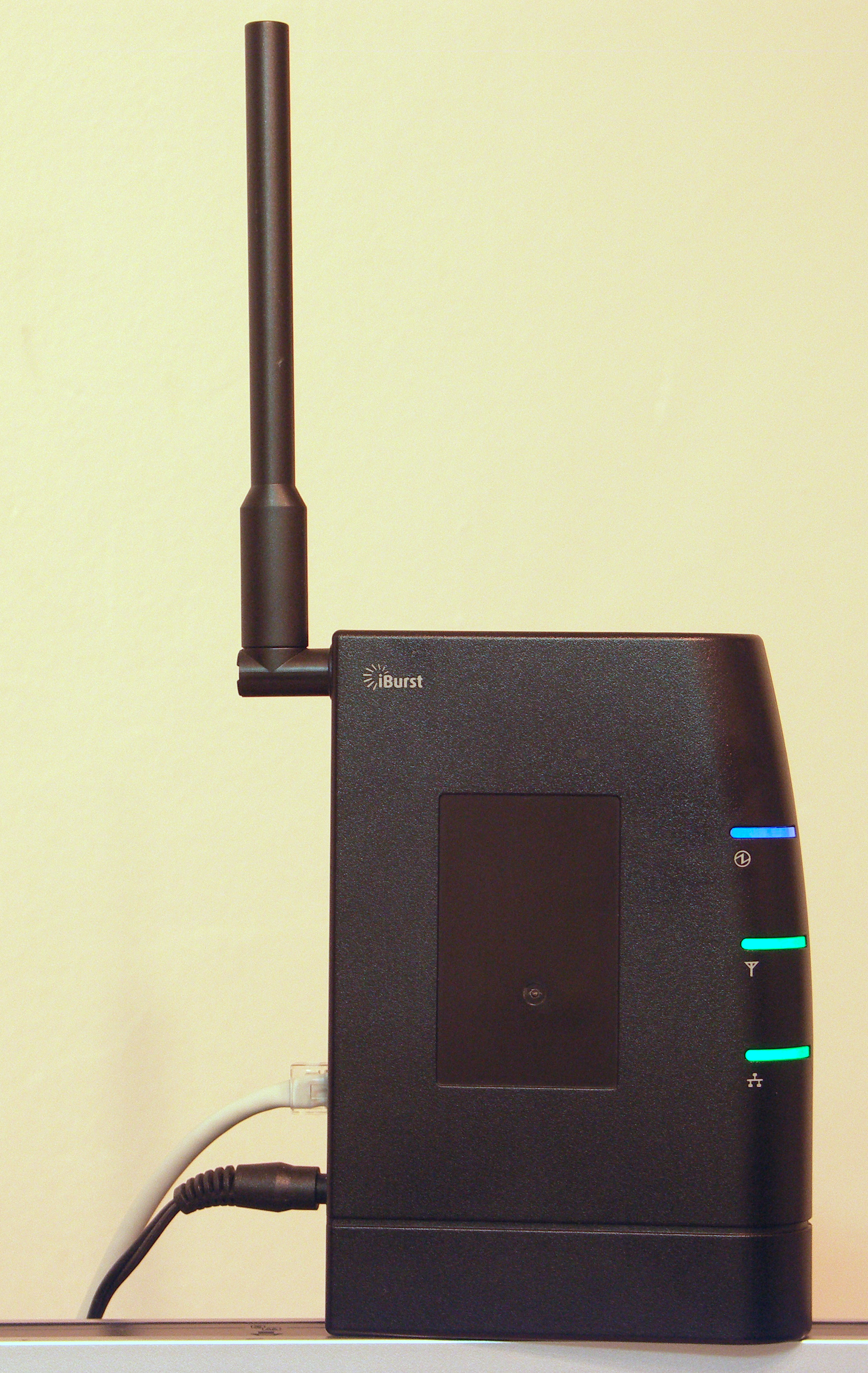
یک مودم رومیزی آی‌برست

آی‌برست (به انگلیسی: iBurst) سیستم یک فناوری پهن‌باند بی‌سیم است که توسط شرکت اریکام طراحی شد. این سیستم بهره‌برداری از پهنای باند را با کاربرد آنتن‌های هوشمند بهینه می‌کند. 
اتحادیه صنایع و مخابرات در این زمینه نقش مهم دارند. این استاندارد توسط کمیته WTSC طراحی شد. کمیته فرعی نیز استاندارد ملی آمریکا را پذیرفته است. رابط HC-SDMA یک رابط داده‌ای بی‌سیم و پهنای باند برای ابزار پرتابل و ثابت می‌باشد. این روند با آرایه آنتن هوشمند اجرا خواهد شد. فرکانس رادیویی در سیستم نقش مهم دار. در ژانویه ۲۰۰۶ نیز طرح 20 و 802 استفاده شد و استاندارد HC-SDMA برای KHZ 625 مد TDD در نظر گرفته شد. این درک انادا GHZ 8/1 بوده است. HC-SDMA می‌تواند با ISOTC همراه شود و در سیستم بی‌سیم پهنای باند به روش پیوسته استفاده شود. این را CALM گویند و ISO می‌تواند سیستم انتقال هوشمند ITS را طراحی کند. این شامل کاربرد در موارد ایمنی و مدیریت است. طرح رسمی بین WTSC و به TSOTEC برای این هدف در نظر گرفته شده است.

## تکنولوژی مربوطه
رابط HC-SDMA می‌تواند به عنوان GSM یا CDMA 2000 مفید باشد. یک نوع توازن بین سلولهای HC-SDMA دیده می‌شود و کاربرها باید از طرح بی‌سیم پهنای باند در هنگام افزایش سرعت استفاده کنند. این پروتکل می‌تواند ویژگی RF و ایستگاه مبنا را داشته باشد. سطوح توان خروجی، فرکانس انتقال و خطای زمان بندی، نشر خارج باند و حساسیت دریافتگر نیز مهم هستند. ساختارهای چهارچوب این نوع استاندارد نیز باید تعریف شوند. ترافیک لینک پایین و پخش و صفحه بندی از این عوامل می‌باشند. در این راستا مدولاسیون، اصلاح خطای رو به جلو و تولید شاخه‌های بیشتر نیز دیده شده است. توصیف کانال‌های منطقی و نقش آنها نیز در ارتباطات رادیویی صورت خواهد گرفت و روش‌های اصلاح خطا نیزتعیین می‌شوند. این پروتکل حامی مکانیزم لایه 3 در تولید و کنترل روابط بین سرویس گیرنده و ثبت مبنا است. سازگاری لینک، انسداد جریان و مکانیزم L3 باید تحت اعتبارسازی ابزار قرار گیرند. در این شرایط سیستم Burst می‌تواند به یک رابط 1mbit برسد. بنابراین احتمال ارتقا و افزایش سرعت 5mbit نقش مهم در سازگاری با پروتکل HC- SDMA دارد.

## استفاده تجاری
سه نوع روش دسترسی در سطح تجاری دیده شده است.
مودم آی‌برست دسک تاپ با ورودی USB و اترنت.
مودم USB پرتابل
مودم Laptop (کارت pc) 
آی‌برست درسطح تجاری در ۱۰ کشور در دسترس است که عبارت‌اند از استرالیا، آفریقای جنوبی، آذربایجان، نروژ، ایرلند، کانادا، مالزی، لبنان، کنیا، غنا و آمریکا. شرکت‌های اروپایی جنوب شرق و خاورمیانه به دنبال ارائه این سرویس هستند. 